# Edmundbyers
Edmundbyers is een civil parish in het Engelse graafschap Durham.